# Pico Sacro
Der Pico Sacro (490 m) ist ein markanter Berg in der Nähe von Boqueixón, Galicien.
Der Berg ist bekannt durch seine markante Form und eine Legende über Jakobus den Älteren. Laut dieser galicischen Legende sollte auf dem Gipfel ein Grabmal für den Apostel errichtet werden. In einer Höhle im Berg lebte aber angeblich ein Drache; so wurde vom Bau des Grabmals Abstand genommen.
Der Pico Sacro wurde im Jahre 1995 von Spanien als Weltkulturerbe nominiert, die Nominierung wurde aber wieder zurückgezogen.

## Referenzen
- As montañas de Galiza. A Nosa Terra, 2006. ISBN 84-8341-126-1.